# Scream (série télévisée)
Pour les articles homonymes, voir Scream.
Cet article concerne la série télévisée. Pour la série de films, voir Scream (série de films).
Scream (également connu sous le titre promotionnel Scream: The TV Series) est une série télévisée américaine d'anthologie en trente épisodes d'environ 40 minutes développée par Jill Blotevogel, Dan Dworkin et Jay Beattie pour les deux premières saisons puis par Brett Matthews pour la troisième saison. Les deux premières saisons ont été diffusées entre le 30 juin 2015 et le 18 octobre 2016 sur MTV puis la troisième du 8 au 10 juillet 2019 sur VH1.
Adaptation de la série de films Scream créée par le scénariste Kevin Williamson et le réalisateur Wes Craven en 1996, la série télévisée en reprend le concept avec de nouveaux personnages. Concernant le tueur, Ghostface, la série utilise un tueur différent lors des deux premières saisons avant de reprendre celui des films pour sa troisième saison avec l'acteur prêtant sa voix à Ghostface dans les films, Roger L. Jackson, reprenant le rôle.
Au Canada et dans tous les pays francophones, les deux premières saisons ont été diffusées entre le 1er octobre 2015 et le 19 octobre 2016 en version originale et en version française sur le service Netflix.

## Synopsis
Dans un premier temps, Scream était prévue pour être une série classique, avec des personnages et des intrigues se suivant d'une saison à l'autre. Néanmoins, à la suite des audiences décevantes et des critiques négatives, la production décide de la faire passer au format anthologique dès sa troisième saison, avec des saisons indépendantes comprenant leurs propres personnages et intrigues.

### Saisons 1 et 2 (2015-2016)
Un soir, dans la petite ville américaine de Lakewood, la jeune Nina Patterson, auteure de la vidéo qui visait à humilier ses collègues de classe Audrey Jensen et Rachel Murray parce qu'elles sont lesbiennes, est brutalement égorgée à son domicile. Son petit ami, Tyler O'Neill, est également tué mais le tueur ayant caché le corps, beaucoup le suspectent d'être l'auteur de ce meurtre sordide.
L'une des amies de Nina, Emma Duval, commence à recevoir des messages et appels du tueur qui s'amuse à la torturer psychologiquement. Il semblerait que le passé d'Emma, notamment celui de sa mère, pousse ce dernier à agir de la sorte. Une vague de crimes commence à secouer la bourgade et Emma va devoir déterrer de vieux secrets.
Dans la deuxième saison, après avoir tué le Tueur de Lakewood, Emma et ses amis pensent pouvoir reprendre le cours de leurs vies. Mais le calme n'est que de courte durée car le Tueur avait un complice et ce dernier démarre une nouvelle série de meurtres pour le venger. Il s'amuse à torturer non seulement Emma mais aussi ses amis. Emma aidée de tous ses amis vont devoir se montrer plus solidaires que jamais pour démasquer et neutraliser le nouveau Tueur qui se cache parmi eux.

### Saison 3:Resurrection(2019)
Un soir d'Halloween, Deion Elliot assiste au meurtre de son frère, tué par un homme armé d'un crochet à la suite d'une blague ayant mal tourné.
Plusieurs années plus tard, Deion est maintenant le meilleur joueur de football américain de son lycée. Un jour, il se retrouve en colle avec plusieurs élèves : Liv, l'ex petite amie d'un coéquipier ; Kym, la rebelle du lycée ; Manny, le meilleur ami de Kym ; Amir, un jeune homme brillant aux parents particulièrement stricts ; et Beth, une gothique aux fascinations plutôt morbides. Il commence alors à recevoir des menaces en rapport avec le meurtre de son frère.
En effet, un tueur semble avoir pris pour cible le jeune homme et ses camarades de colle. Le groupe va devoir survivre aux attaques de ce psychopathe tout en essayant de découvrir son identité.

## Distribution

### Première et deuxième saisons (2015-2016)
Note : La version française de la série, doublée initialement en France pour la première saison, a été réalisée en Belgique pour la deuxième saison, entraînant un changement intégral de l'équipe de doublage.

#### Acteurs principaux
- Willa Fitzgerald (VF : Maïa Michaud ; VFB : Helena Coppejans) : Emma Duval
- Bex Taylor-Klaus (VF : Catherine Desplaces ; VFB : Violette Pallaro) : Audrey Jensen
- John Karna (VF : Fabrice Fara ; VFB : Emmanuel Dekoninck) : Noah Foster
- Amadeus Serafini (VF : Stanislas Forlani ; VFB : Maxime Van Stanfoort) : Kieran Wilcox
- Carlson Young (VF : Véronique Picciotto ; VFB : Marcha Van Boven) : Brooke Maddox
- Tracy Middendorf (VF : Marie-Laure Dougnac ; VFB : Véronique Biefnot) : Margaret « Maggie / Daisy » Duval
- Connor Weil (VF : Yoni Amar) : Will Belmont (saison 1)
- Jason Wiles (VF : Jérémie Covillault) : shérif Clark Hudson (saison 1)
- Kiana Ledé (VFB : Mélissa Windal) : Zoë Vaughn (saison 2)
- Santiago Segura (VFB : Olivier Prémel) : Gustavo « Stavo » Acosta (saison 2)

#### Acteurs récurrents
- Mike Vaughn (fi) (VF : Marc Saez ; VFB : Bruno Mullenaerts, Raphaël Anciaux et Tony Beck) : Ghostface
- Tom Maden (VF : Rémi Caillebot ; VFB : Antoni Lo Presti) : Jake Fitzgerald
- Bobby Campo (VF : Mathias Kozlowski ; VFB : Grégory Praet) : Seth Branson
- Bryan Batt (VF : Gabriel Le Doze ; VFB : Jean-Marc Delhausse) : maire Quinn Maddox
- Brianne Tju (VF : Azuki Hagino) : Riley Marra (saison 1)
- Amelia Rose Blaire (VF : Chloé Renaud) : Piper Shaw (saison 1)
- Sophina Brown (VF : Laurence Charpentier) : inspecteur Lorraine Brock (saison 1)
- Bella Thorne (VF : Adeline Chetail) : Nina Patterson (saison 1, 3 épisodes)
- Inconnu (VF : Yoann Sover) : Brandon James
- Sosie Bacon (VFB : Marie du Bled) : Rachel Murray (saison 1, invitée saison 2)
- Tom Everett Scott (VFB : Alain Eloy) : Kevin Duval (saison 2, invité saison 1)
- Anthony Ruivivar (VFB : Simon Duprez) : shérif Miguel Acosta (saison 2)
- Austin Highsmith (VFB : Sophie Landresse) : Kristin Lang (saison 2)
- Chase McCleery Bouchie (VFB : Maxym Anciaux) : Eddie Hayes (saison 2)
- Alexander Calvert (VFB : Maxime Donnay) : Tom Martin / Alex Whitten (saison 2)
- Alex Esola (VFB : Eddy Mathieu) : Jeremy Blair (saison 2)
- Zena Grey (VFB : Sophie Pyronnet) : Gina McLane (saison 2)
- Lindsay LaVanchy (VFB : Delphine Chauvier) : Billie Field (saison 2)
- Sean Grandillo (en) (VFB : Alexis Flamant) : Eli Hudson (saison 2)
- Mary Katherine Duhon (VFB : Marie de Potter) : Haley Meyers (saison 2)
- Karina Logue (VFB : Manuela Servais) : Tina Hudson (saison 2)

### Troisième saison:Resurrection(2019)

#### Acteurs principaux
- RJ Cyler (VF : Sébastien Mortamet) : Deion Elliot
- Jessica Sula (VF : Angélique Heller) : Olivia « Liv » Reynolds
- Giorgia Whigham (VF : Élodie Lasne) : Beth
- C.J. Wallace (VF : Julien Dutel) : Amir Ayoub
- Tyga (VF : Michaël Maïnö) : Jamal Elliot
- Tyler Posey (VF : Julien Rampon) : Shane
- Keke Palmer (VF : Émilie Charbonnier) : Kym

#### Acteurs récurrents
- Roger L. Jackson (VF : Waléry Doumenc) : Ghostface
- Giullian Yao Gioiello (VF : Fabien Albanese) : Manny
- Tony Todd : Luthor Thompson
- Mary J. Blige : Sherry Elliot
- Diesel Madkins : Earl Elliot
- Gideon Emery : officier Reynolds
- Patrick Johnson : Avery Collins
- Drew Starkey (VF : Waléry Doumenc) : Hawkins
- Terrence J : coach Griffin
- Nash Grier (en) : Tommy « TJ » Jenkins

Version française
- Société de doublage : Deluxe Media Paris[4],[5] (saison 1) puis La Dame Blanche sous licence de BTI Studios (saison 2) puis Studio Anatole (saison 3)
- Directeur artistique : Marc Saez[4],[5] (saison 1) puis Raphaël Anciaux et Marianne Rosier (saison 2) puis Thibaut Berton (saison 3)
- Adaptation des dialogues : Vincent Bonneau et Fabrice Benard[5] (saison 1) puis Jean-Hugues Courtassol (saison 2)

 Source et légende : version française (VF) sur RS Doublage et AlloDoublage

## Production

### Développement
Le 4 juin 2012, la chaîne MTV annonce le développement d'une série adaptée de la célèbre série de films horrifique Scream de Wes Craven. Un an plus tard, elle commande un pilote pour la série.
En octobre 2014, la chaîne annonce avoir officiellement commandée une première saison de dix épisodes et qu'elle sera diffusée pour l'automne 2015. La première bande-annonce est dévoilée le 12 avril 2015 au cours de la cérémonie des MTV Movie Awards et confirme que la date de lancement de la série a été avancée au 30 juin 2015.
Le 10 juillet 2015, lors de la San Diego Comic-Con International, la chaîne a annoncé le renouvellement de la série pour une deuxième saison. Peu après la diffusion de cette seconde saison, il est dévoilé dans Scream: After Dark, l'after-show de la série qu'un double épisode spécial Halloween d'une durée de 80 minutes sera diffusé le 17 octobre 2016, ce qui portera au total le nombre de quatorze épisodes pour la deuxième saison.
Le 14 octobre 2016, la chaîne MTV annonce que la série est renouvelée pour une troisième saison qui sera plus courte en raison de la forte baisse d'audience de la série. Cette troisième saison comprendra donc seulement six épisodes avec de nouveaux showrunners.
Le 17 mars 2017, il est révélé que la chaîne réfléchirait à la possibilité d'une troisième saison rebooté avec une nouvelle génération de personnages et une nouvelle menace. Ce reboot est confirmé par la chaîne le mois suivant. Brett Matthews est désigné nouveau showrunner et l'actrice Queen Latifah rejoint la production de la série.
Le 18 septembre 2017, le site Bloody Disgusting dévoile le retour du masque original du film dans la troisième saison. Roger L. Jackson, l'acteur prêtant sa voix au tueur dans les films confirme également son retour.
En mars 2018, l'actrice Keke Palmer dévoile que la diffusion de la troisième saison, d'abord prévue pour début 2018, est repoussée à une date indéterminée à la suite des retombées de l'affaire Harvey Weinstein, qui produisait la série via Dimension Television, une filiale de The Weinstein Company. Elle confirme également que le producteur et son frère ne seront pas crédités au générique malgré leur participation. Quelques mois plus tard, le service Netflix, qui diffusait la série à l'international, annonce avoir mis fin à son contrat avec The Weinstein Company, mettant donc un terme à la diffusion exclusive de la série sur sa plateforme.
Malgré le rachat des productions de The Weinstein Company par un nouveau studio, rien n'est annoncé concernant l'avenir de la série bien que le tournage de la saison soit bouclé. Néanmoins, le 25 juin 2019, la chaîne VH1, qui appartient au même groupe que MTV, dévoile qu'elle diffusera cette troisième saison concentrée sur trois jours consécutifs entre le 8 et le 10 juillet 2019.

### Attribution des rôles
En décembre 2014, Bella Thorne annonce qu'elle sera présente dans le pilote de la série dans une scène hommage à celle de Drew Barrymore dans le premier film de la série.
En avril 2015, Amelia Rose Blaire rejoint la distribution dans un rôle semblable à celui que tenait Courteney Cox dans les films et Bryan Batt, dans le rôle de Quinn Maddox, le maire de la ville et père de Brooke.
En mars 2016, de nouveaux rôles sont révélés pour la seconde saison : Kiana Ledé, Santiago Segura, Anthony Ruivivar, Austin Highsmith, Sean Grandillo (en) et Karina Logue .
En juillet 2017, le rappeur américain Tyga et l'acteur Christopher Wallace Jr. rejoignent tous les deux la distribution principale de la troisième saison. Le reste de la distribution est annoncé deux mois plus tard par la chaîne avec l'arrivée des actrices Keke Palmer, Jessica Sula et Giorgia Whigham et de l'acteur Giullian Yao Gioiello. L'ancien acteur de la série Teen Wolf, Tyler Posey rejoint également la distribution et interprétera le rôle de Shane, un ancien lycéen reconverti en dealeur de drogues.

### Tournage
Le tournage du pilote de la série s'est déroulé à Los Angeles, en Californie. Après commande de la série, le tournage a débuté à Bâton-Rouge en Louisiane où les deux premières saisons ont été tournées.
Le tournage de la troisième saison s'est déroulé à Atlanta en août 2017 et s'est terminé le 11 novembre 2017.

### Fiche technique
- Titre original : Scream
- Développement : Jill Blotevogel, Dan Dworkin et Jay Beattie (saisons 1-2) / Brett Matthews (saison 3)
- Casting : Sara Isaacson et Eric Souliere
- Musique : Jeremy Zuckerman
- Production : Matthew Signer et Keith Levine
- Producteur délégués : Wes Craven (crédit uniquement)[note 2], Tony DiSanto, Liz Gateley, Marianne Maddalena, Cathy Konrad, Harvey Weinstein (saisons 1-2 / non crédité, saison 3)[note 1], Bob Weinstein (saisons 1-2 / non crédité, saison 3)[note 1], Jill Blotevogel (saison 1), Jaime Paglia (saison 1), Michael Gans (saison 2), Richard Register (saison 2), Queen Latifah (saison 3), Shakim Compere (saison 3), Yaneley Arty (saison 3) et Brett Matthews (saison 3)
- Sociétés de production : DiGa Vision, Dimension Television (saisons 1-2 / non crédité, saison 3)[note 1], MTV Production Development (saisons 1-2), Signpost Up Ahead (saisons 1-2) et Flavor Unit Entertainment (saison 3)
- Sociétés de distribution : The Weinstein Company (saisons 1-2) et Spyglass Media Group (saison 3)
- Pays d'origine :  États-Unis
- Langue originale : anglais
- Format : Couleur - 16:9 - 1080p (HDTV) - son Dolby Digital 5.1
- Genre : série d'horreur
- Durée : 39–42 minutes
- Public :
  -  États-Unis :  (interdit aux moins de 14 ans, contrôle parental obligatoire)
  -  France : Déconseillé aux moins de  ans (Netflix - première diffusion)

 Sauf indication contraire, les informations mentionnées dans cette section peuvent être confirmées par la base de données cinématographiques IMDb,  présente dans la section « Liens externes ».

## Épisodes
| Saisons | Saisons | Nombre d'épisodes | Diffusion originale | Diffusion originale | Chaîne d'origine |
| Saisons | Saisons | Nombre d'épisodes | Début de saison     | Fin de saison       | Chaîne d'origine |
| ------- | ------- | ----------------- | ------------------- | ------------------- | ---------------- |
|         | 1       | 10                | 30 juin 2015        | 1er septembre 2015  | MTV              |
|         | 2       | 14                | 30 mai 2016         | 18 octobre 2016     | MTV              |
|         | 3       | 6                 | 8 juillet 2019      | 10 juillet 2019     | VH1              |

### Première saison (2015)
Composée de dix épisodes, cette première saison a été diffusée entre le 30 juin et le 1er septembre 2015.
1. Pilote (Pilot)
2. Bonsoir, Emma (Hello, Emma)
3. Tu veux jouer ? (Wanna Play a Game?)
4. Le Repaire (Aftermath)
5. La Vidéo (Exposed)
6. Trahison (Betrayed)
7. Le jeu continue (In the Trenches)
8. Fantômes (Ghosts)
9. Le Bal (The Dance)
10. Révélations (Revelations)

### Deuxième saison (2016)
Composée de quatorze épisodes, les douze premiers épisodes de cette seconde saison ont été diffusés entre le 30 mai et le 16 août 2016, suivi par les deux derniers le 18 octobre 2016.
1. Souviens-toi… l'été dernier (I Know What You Did Last Summer)
2. Psychopathe (Psycho)
3. Le Cadeau (Vacancy)
4. Joyeux anniversaire à moi (Happy Birthday to Me)
5. La mort frappe à nouveau (Dawn of the Dead)
6. Le Chant du Diable (Jeepers Creepers)
7. Piège mortel (Let The Right One In)
8. Le Village des damnés (Village of the Damaged)
9. L'Orphelinat (The Orphanage)
10. L'Homme qui voulait savoir (The Vanishing)
11. Créatures célestes (Heavenly Creatures)
12. Terreur sur la ligne (When a Stranger Calls)
13. Halloween (Halloween)
14. Halloween II (Halloween II)

### Troisième saison:Resurrection(2019)
Composée de six épisodes, cette troisième saison a été diffusée du 8 au 10 juillet 2019 sur VH1.
1. The Deadfast Club
2. Devil's Night
3. The Man Behind the Mask
4. Ports in the Storm
5. Blindspots
6. Endgame

## Distinctions

### Nominations
- Teen Choice Awards 2015 :
  - Meilleure actrice de série télévisée pour Willa Fitzgerald
  - Meilleure voleuse de vedette pour Bella Thorne
  - Meilleure série télévisée de l'été
- Leo Awards 2016 : Meilleure actrice secondaire dans une série télévisée dramatique pour Carlson Young
- MTV Fandom Awards 2016 : Meilleure nouvelle fanbase de l'année